# Borská pole
Borská pole jsou oblast v Plzni, západně od čtvrti Plzeň-Bory. Administrativně spadají pod městský obvod Plzeň 3. Jde o prostor přibližně mezi ulicemi Univerzitní, Daimlerova a Folmavská.
Ve 20. století bylo na Borských polích kromě zemědělsky obdělávané půdy pouze letiště. Po roce 1990 začala v této oblasti postupná výstavba objektů lehkého průmyslu, obchodu a služeb. V současnosti je oblast plně zastavěná a tvoří důležitou průmyslovou a obchodní část Plzně.

## Historie Borských polí
V prostoru cvičiště vojenské posádky bylo zřízeno v roce 1910 letiště Západočeského aeroklubu. Rozvoj letiště pokračoval v průběhu první republiky. 
Během okupace využívala letiště Luftwaffe. V roce 1943 byl na severním okraji Borských polí zřízen pracovní a výchovný tábor pro ženy, další pak pro trestance z tábora v Mirošově. Objekty byly využívány k internaci osob i nějakou dobu po válce. V průběhu války byla oblast Borských polí několikrát bombardována, i dnes dochází ještě k nálezům nevybuchlé munice.
Po osvobození začalo letiště využívat československé letectvo, Aeroklub Svazarmu a nakonec Aeroklub Plzeň-Bory. Letiště bylo definitivně zrušeno v roce 1996.
V roce 1985 byl na tzv. Zeleném trojúhelníku položen základní kámen budovy Fakulty strojní VŠSE, první studenti ZČU se zde začali učit v roce 1992.
V roce 1996 byly podepsány první smlouvy s investory nové průmyslové zóny, výroba televizorů značky Panasonic zde byla zahájena už o rok později.
V prosinci 2019 byla prodloužena linka tramvaje č.4 až do stanice Univerzitní.

## Současnost
Rozvoj území je prováděn především v rámci Městského industriálního parku Plzeň Borská pole a privátní aktivity CTPark Plzeň. Desítky firem na Borských polích zaměstnávají přes 10 tisíc pracovníků. Dále v této oblasti sídlí obchodní domy velkých řetězců, prodejci automobilů, hobbymarkety a množství drobnějších obchodů a služeb. 
Na Borských polích sídlí i vědecké a výzkumné organizace soustředěné ve Vědeckotechnickém parku Plzeň. Sídlí zde také Západočeská univerzita v Plzni.

## Doprava
V rámci veřejné dopravy Plzně jsou Borská pole dostupná tramvajovou linkou č. 4, konečná stanice Univerzita je poblíž nákupní zóny. Do prostoru Borských polí zajíždí několik trolejbusových a autobusových linek.
Pro vnější automobilovou dopravu jsou Borská pole dostupná z dálnice D5 ze sjezdů na km 80 Litice a 89 Sulkov.

## Galerie

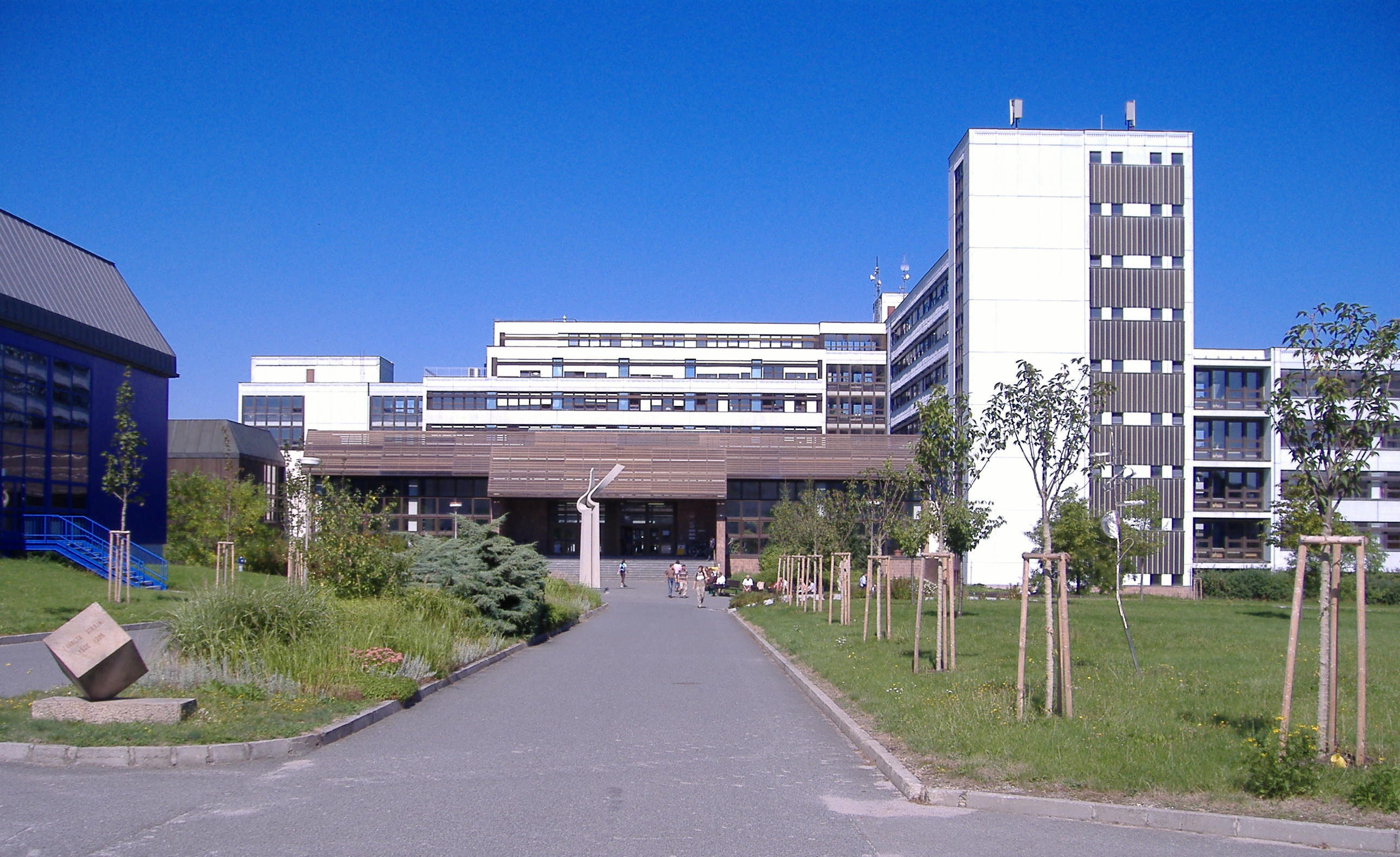
Kampus Západočeské univerzity na Borských polích
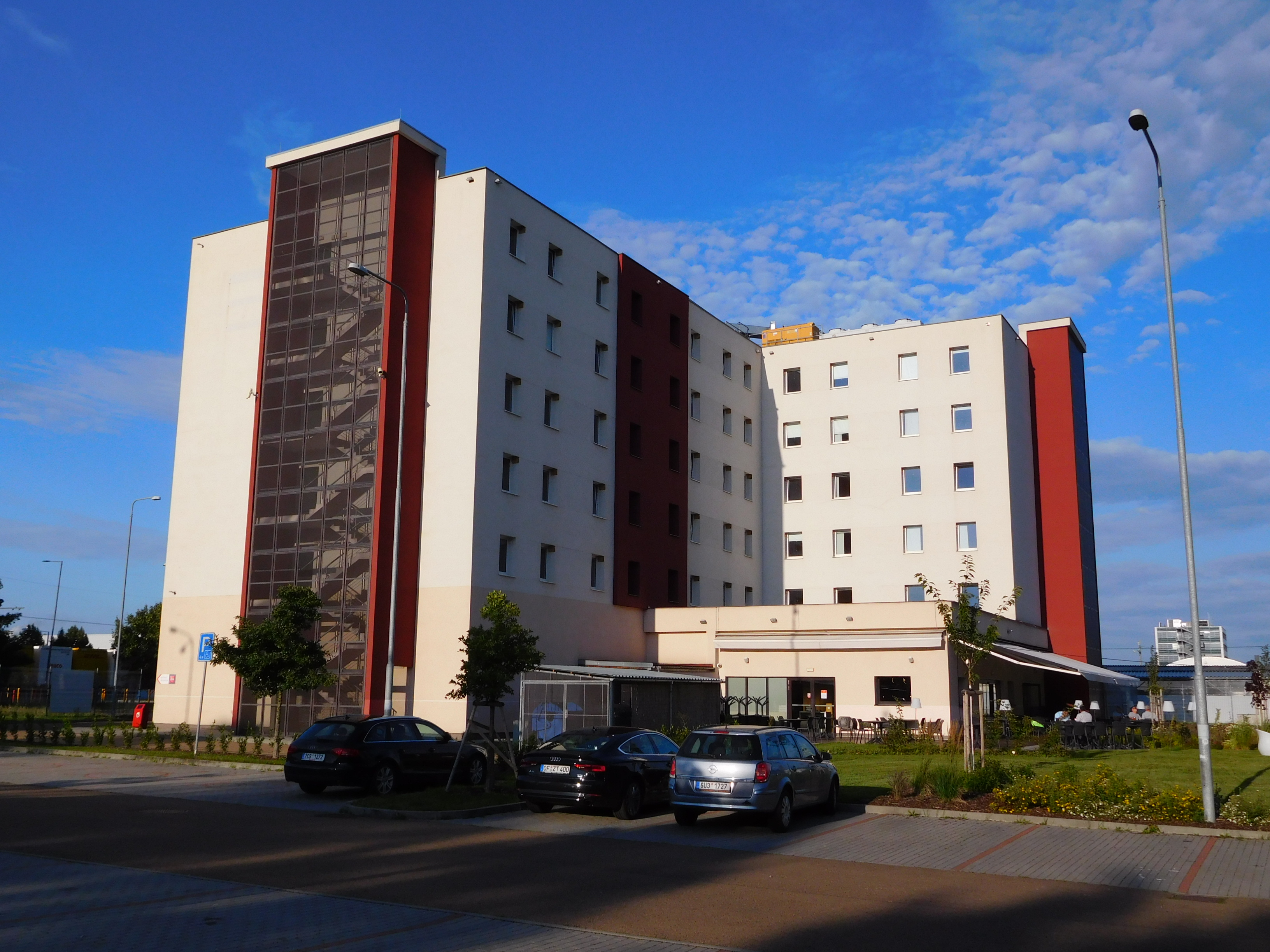
Hotel Ibis, Borská pole
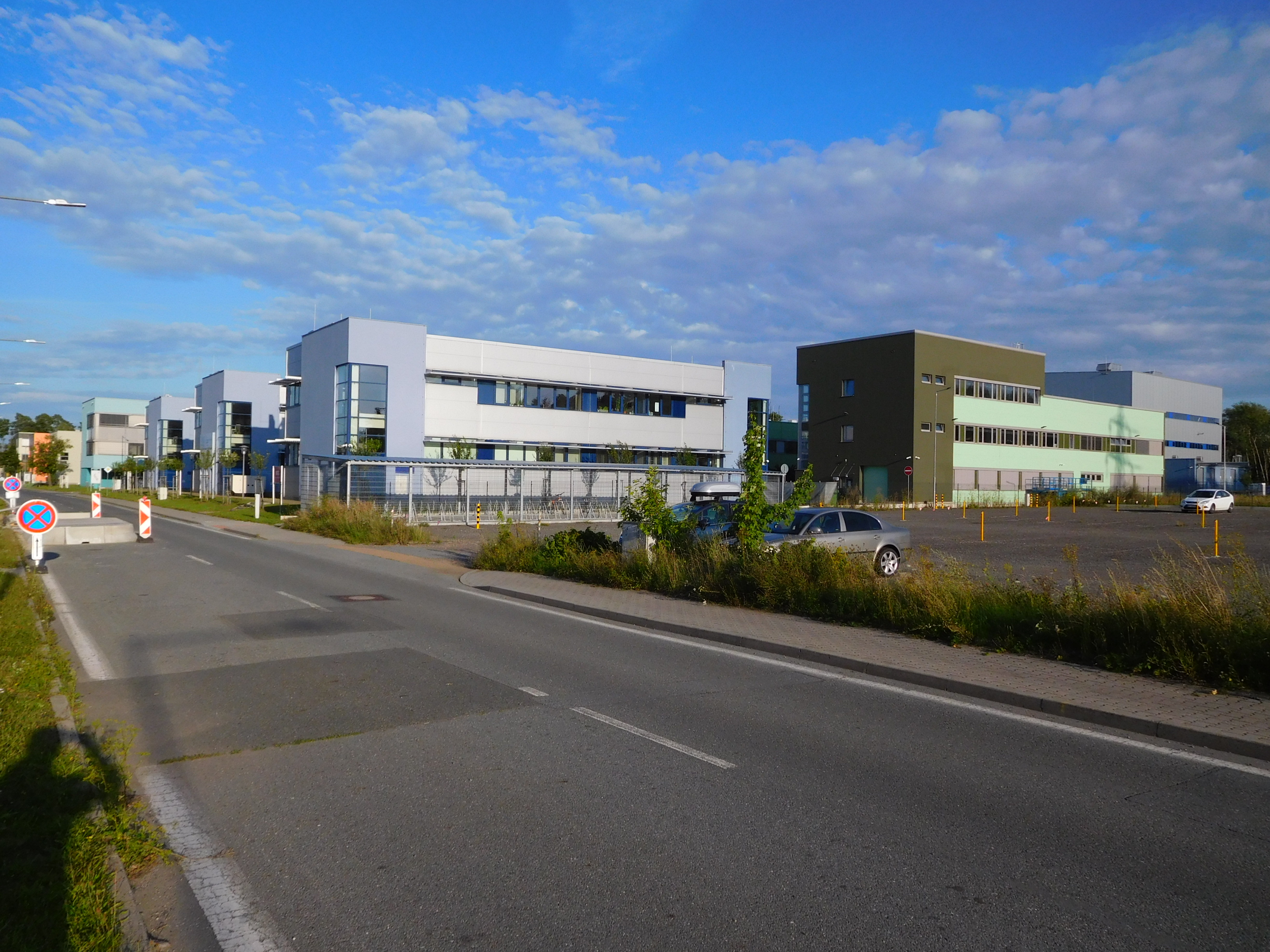
Plzeň, Teslova, Vědeckotechnický park Plzeň
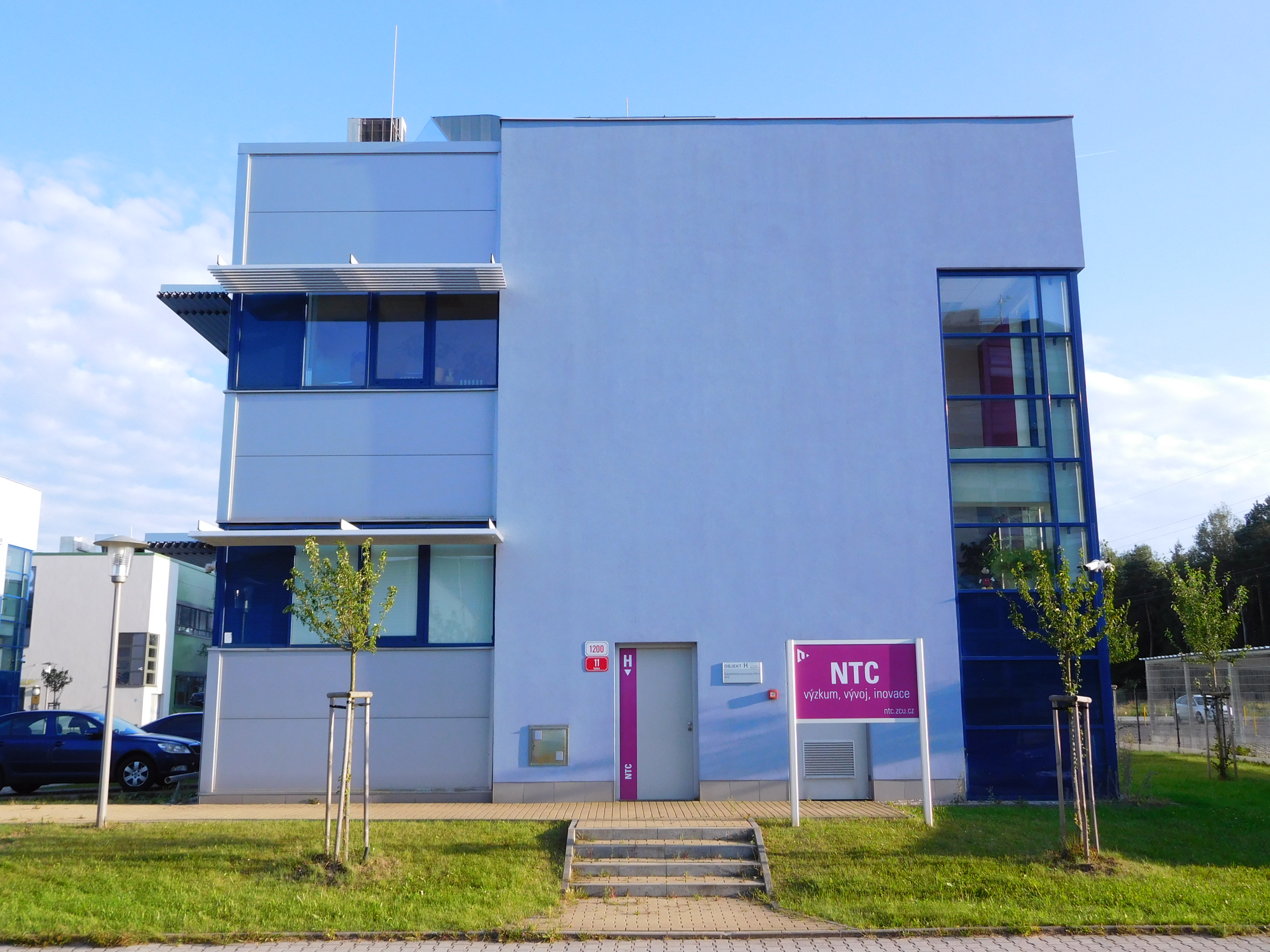
Nové technologie – výzkumné centrum Západočeské univerzity
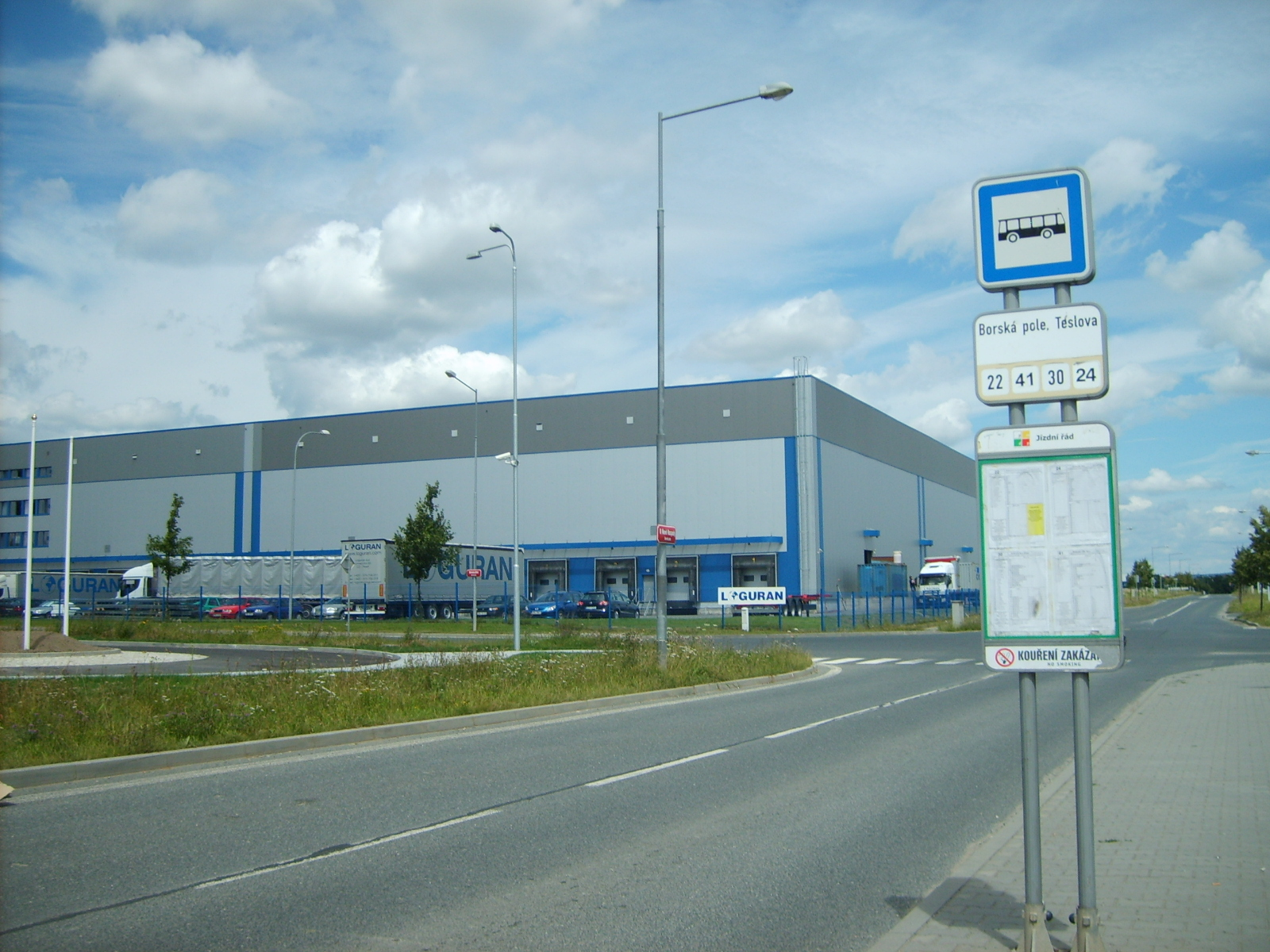
Průmyslová zóna Borská pole
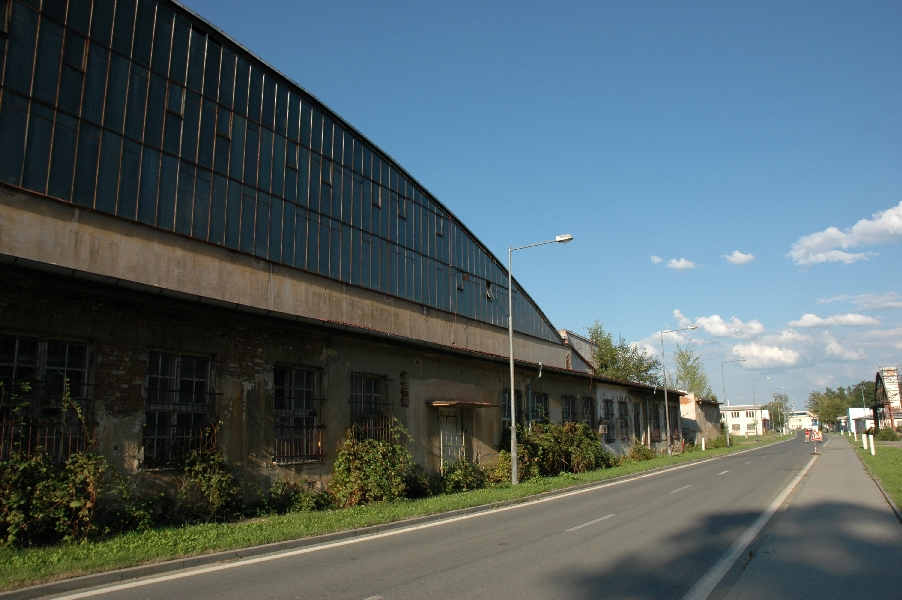
Letištní hangár na Borských polích v roce 2006, posléze zbořen
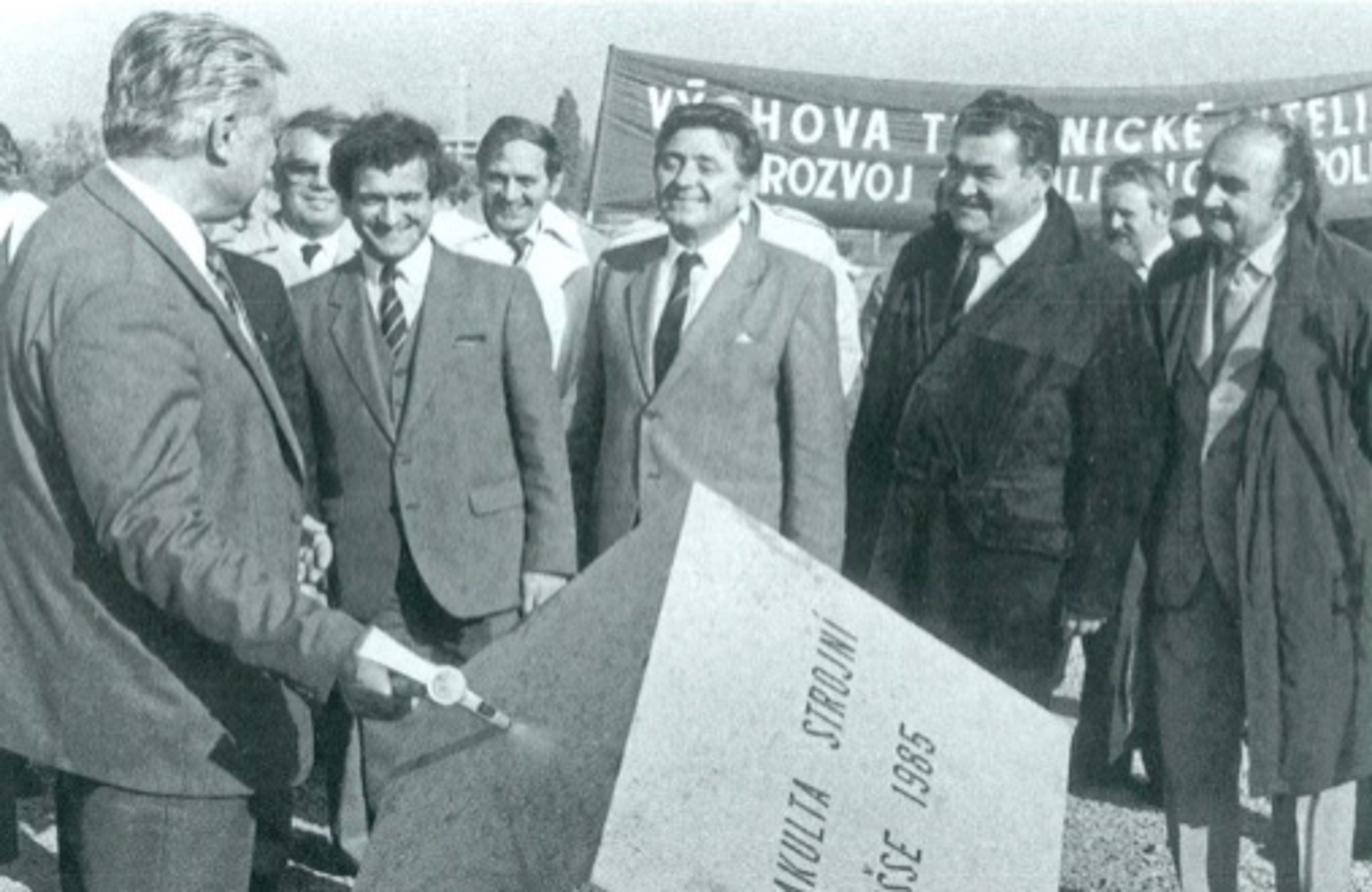
Položení základního kamene budovy Fakulty strojní